# Hermann Škorpil

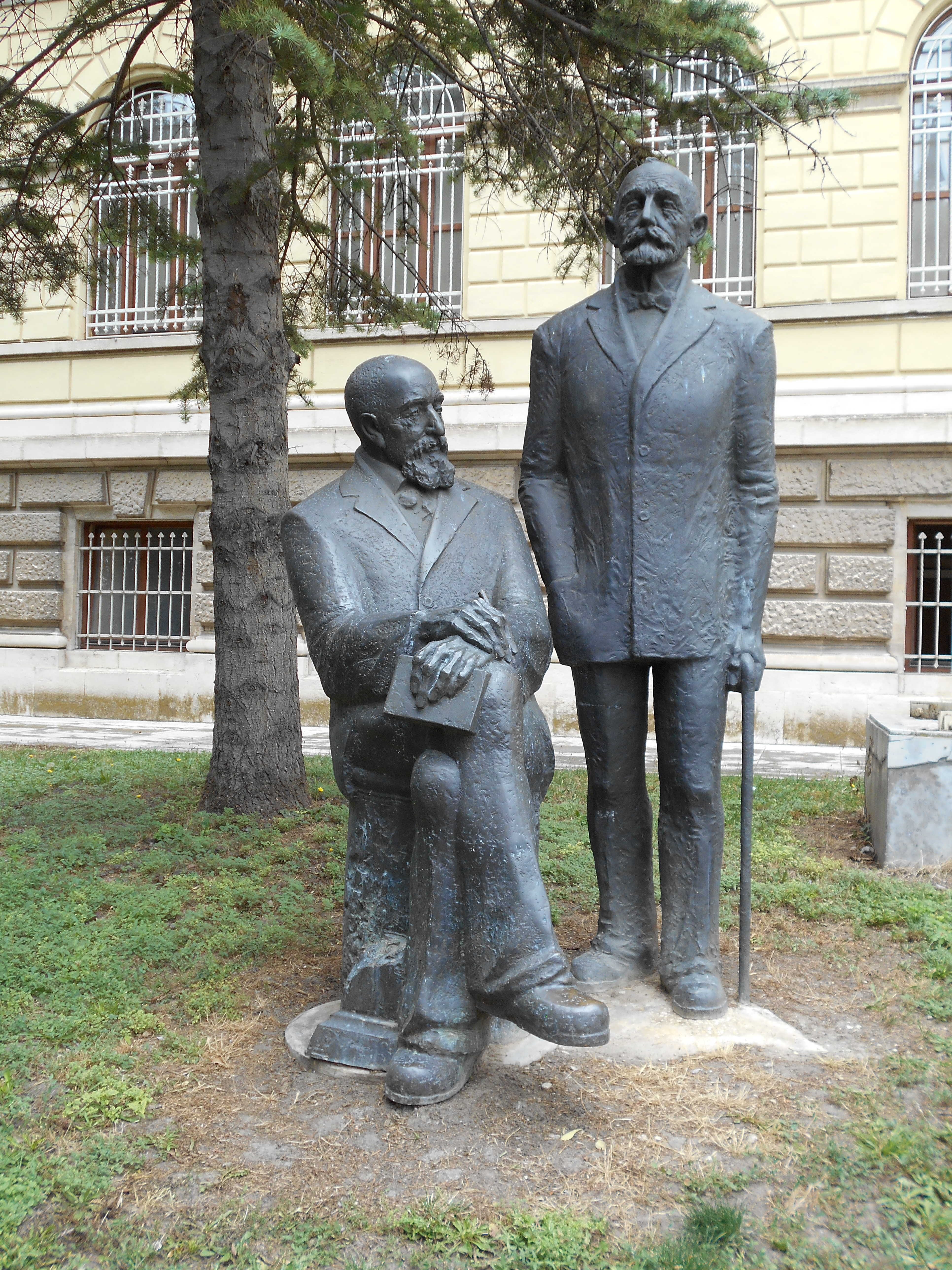
Monumento a Hermann e Karel Škorpil, museo archeologico di Varna.

Václav Hermenegild Škorpil, più comunemente noto come Hermann (Vysoké Mýto, 8 febbraio 1858 – Varna, 25 giugno 1923), è stato un archeologo, geologo, botanico e architetto ceco (e, in seguito, bulgaro). Assieme a suo fratello Karel è ritenuto essere il primo divulgatore della professione di archeologo in Bulgaria.

## Biografia
Nato nella cittadina di Vysoké Mýto (allora chiamata Hohenmauth e facente parte dell'impero austro-ungarico ed oggi situata nel distretto di Ústí nad Orlicí, nella regione di Pardubice in Repubblica Ceca), concluse i suoi studi superiori nella città di Pardubice prima di laurearsi dapprima presso l'Università Tecnica Ceca a Praga e poi presso la facoltà di scienze naturali dell'Università di Leipzig.
 Dal 1880 al 1906 si spostò in diverse città bulgare, quali Plovdiv, Sofia, Sliven, Rousse e Varna, insegnando storia naturale, geografia, zoologia, botanica, aritmetica e tedesco. Durante la sua permanenza a Sliven, nel 1884, ed a Rousse, nel 1902, ebbe anche l'occasione di fondare in queste due città un museo di scienze naturali.
 
Nel 1906 si trasferì a Varna, sulla costa bulgara del Mar Nero, dove dallo stesso anno alla sua morte fu direttore del museo archeologico di Varna, fondato dal fratello Karel proprio nel 1906.
Sempre a Varna, la città dove trascorse la maggior parte della sua vita, morì, nel 1923, venendo sepolto in un'area vicino alla città dove egli stesso aveva scoperto una delle prime basiliche cristiane.

## Attività archeologica
Hermann Škorpil arrivò a pubblicare un totale di oltre 100 articoli, sia come singolo autore che in collaborazione con il fratello Karel, riguardanti per la maggior parte la Bulgaria, di cui alcuni scritti anche in tedesco, russo e ceco. Tra i suoi vari lavori portò alla luce alcune palafitte preistoriche presenti nel lago di Varna ed alcune delle prime testimonianze cristiane su suolo bulgaro.
Tutte le ricerche dei fratelli Škorpil erano autofinanziate e tutti i monumenti e i manufatti riportati alla luce sono rimasti conservati in Bulgaria. 

## Opere principali
- Monuments across Bulgaria (1888, coautore)
- Primitive people in Bulgaria (1896)
- Mounds (1898, coautore)
- Władysław Warneńczyk (1923, coautore)

## Riconoscimenti
La strada di Varna dove risiedevano i fratelli Škorpil e il villaggio sul Mar Nero di Shkorpilovtsi, sono stati rinominati in onore dei due fratelli.